# Líder de la oposición (Malasia)
El Líder de la Oposición Federal es el título oficial que recibe en Malasia un miembro del Dewan Rakyat (cámara baja del Parlamento). Por convención, el cargo lo ocupa el líder de la fuerza política fuera del gobierno con más escaños.  Cuando está en el parlamento, el líder de la oposición se sienta en el lado izquierdo de la mesa central, frente a la oposición y frente al primer ministro. El líder de la oposición es elegido por el partido minoritario de la Cámara de acuerdo con sus reglas. Un nuevo Líder de la oposición puede ser elegido cuando el titular muere, renuncia o es desafiado su liderazgo en el partido.
Malasia es una monarquía constitucional con un sistema parlamentario y se basa en el modelo de Westminster. La oposición es un componente importante del sistema de Westminster, con la oposición que dirige las críticas a las políticas y programas del gobierno, presta mucha atención a todas las leyes propuestas e intenta derrotar y reemplazar al gobierno. Por lo tanto, la Oposición se conoce como el "gobierno en espera" y es una parte formal del sistema parlamentario.
Desde el 10 de mayo de 2018 la principal oposición es el Barisan Nasional (Frente Nacional), cuyo líder parlamentario desde el 11 de marzo de 2019 es Ismail Sabri Yaakob, que ocupa dicho cargo. Dado que su derrota representa el primer cambio de gobierno en la historia de Malasia, Najib Razak, que ejerció el cargo por dos días (entre el 10 y el 12 de mayo) es el único líder de la Oposición Federal en haber sido primer ministro alguna vez.

## Lista de Líderes de la Oposición Federal de Malasia
| Líder de la oposición                                                  | Líder de la oposición | Líder de la oposición | Partido/Alianza               | Período en el cargo      | Período en el cargo     | Primer ministro | Primer ministro                       |
| Líder de la oposición                                                  | Líder de la oposición | Líder de la oposición | Partido/Alianza               | Inicio                   | Final                   | Primer ministro | Primer ministro                       |
| ---------------------------------------------------------------------- | --------------------- | --------------------- | ----------------------------- | ------------------------ | ----------------------- | --------------- | ------------------------------------- |
|                                                                        |                       | Abbas Alias           | Partido Islámico Panmalayo    | 9 de agosto de 1955      | 22 de agosto de 1959    |                 | Tunku Abdul Rahman                    |
|                                                                        |                       | Burhanuddin al-Helmy  | Partido Islámico Panmalayo    | 22 de agosto de 1959     | 18 de mayo de 1964      |                 | Tunku Abdul Rahman                    |
|                                                                        |                       | Tan Chee Khoon        | Frente Socialista (LPM)       | 18 de mayo de 1964       | 13 de mayo de 1969      |                 | Tunku Abdul Rahman                    |
| Legislativo suspendido (13 de mayo de 1969 - 22 de septiembre de 1970) |                       |                       |                               |                          |                         |                 | Tunku Abdul Rahman                    |
|                                                                        |                       | Asri Muda             | Partido Islámico Panmalayo    | 22 de septiembre de 1970 | 30 de enero de 1973     |                 | Abdul Razak Hussein                   |
|                                                                        |                       | Lim Kit Siang         | Partido de Acción Democrática | 30 de enero de 1973      | 24 de agosto de 1974    |                 | Abdul Razak Hussein                   |
|                                                                        |                       | James Wong            | Partido Nacional de Sarawak   | 24 de agosto de 1974     | 30 de octubre de 1974   |                 | Abdul Razak Hussein                   |
|                                                                        |                       | Edmund Langgu Saga    | Partido Nacional de Sarawak   | 4 de noviembre de 1974   | 4 de noviembre de 1975  |                 | Abdul Razak Hussein                   |
|                                                                        |                       | Lim Kit Siang         | Partido de Acción Democrática | 4 de noviembre de 1975   | 10 de noviembre de 1999 |                 | Abdul Razak Hussein                   |
|                                                                        | Hussein Onn           | Lim Kit Siang         | Partido de Acción Democrática | 4 de noviembre de 1975   | 10 de noviembre de 1999 |                 |                                       |
|                                                                        | Mahathir Mohamad      | Lim Kit Siang         | Partido de Acción Democrática | 4 de noviembre de 1975   | 10 de noviembre de 1999 |                 |                                       |
|                                                                        |                       | Fadzil Noor           | Barisan Alternatif (PAS)      | 10 de noviembre de 1999  | 23 de junio de 2002     |                 |                                       |
|                                                                        |                       | Abdul Hadi Awang      | Barisan Alternatif (PAS)      | 23 de junio de 2002      | 4 de marzo de 2004      |                 |                                       |
|                                                                        | Abdullah Ahmad Badawi | Abdul Hadi Awang      | Barisan Alternatif (PAS)      | 23 de junio de 2002      | 4 de marzo de 2004      |                 |                                       |
|                                                                        |                       | Lim Kit Siang         | Partido de Acción Democrática | 4 de marzo de 2004       | 13 de febrero de 2008   |                 |                                       |
|                                                                        |                       | Wan Azizah Wan Ismail | Pakatan Rakyat (PKR)          | 30 de abril de 2008      | 28 de agosto de 2008    |                 |                                       |
|                                                                        |                       | Anwar Ibrahim         | Pakatan Rakyat (PKR)          | 28 de agosto de 2008     | 16 de marzo de 2015     |                 |                                       |
|                                                                        | Najib Razak           | Anwar Ibrahim         | Pakatan Rakyat (PKR)          | 28 de agosto de 2008     | 16 de marzo de 2015     |                 |                                       |
|                                                                        |                       | Wan Azizah Wan Ismail | Pakatan Rakyat (PKR)          | 18 de mayo de 2015       | 10 de mayo de 2018      |                 |                                       |
|                                                                        | Pakatan Harapan (PKR) | Wan Azizah Wan Ismail |                               | 18 de mayo de 2015       | 10 de mayo de 2018      |                 |                                       |
|                                                                        |                       | Najib Razak           | Barisan Nasional (UMNO)       | 10 de mayo de 2018       | 12 de mayo de 2018      |                 | Mahathir Mohamad                      |
|                                                                        |                       | Ahmad Zahid Hamidi    | Barisan Nasional (UMNO)       | 12 de mayo de 2018       | 11 de marzo de 2019     |                 | Mahathir Mohamad                      |
|                                                                        |                       | Ismail Sabri Yaakob   | Barisan Nasional (UMNO)       | 11 de marzo de 2019      | 24 de febrero de 2020   |                 | Mahathir Mohamad                      |
|                                                                        |                       | Anwar Ibrahim         | Pakatan Harapan (PKR)         | 13 de julio de 2020      | 24 de noviembre de 2022 |                 | Muhyiddin Yassin, Ismail Sabri Yaakob |
|                                                                        |                       | Muhyiddin Yassin      | Perikatan Nasional (PPBM)     | 24 de noviembre de 2022  | En el cargo             |                 | Anwar Ibrahim                         |